# Florent Rondelé

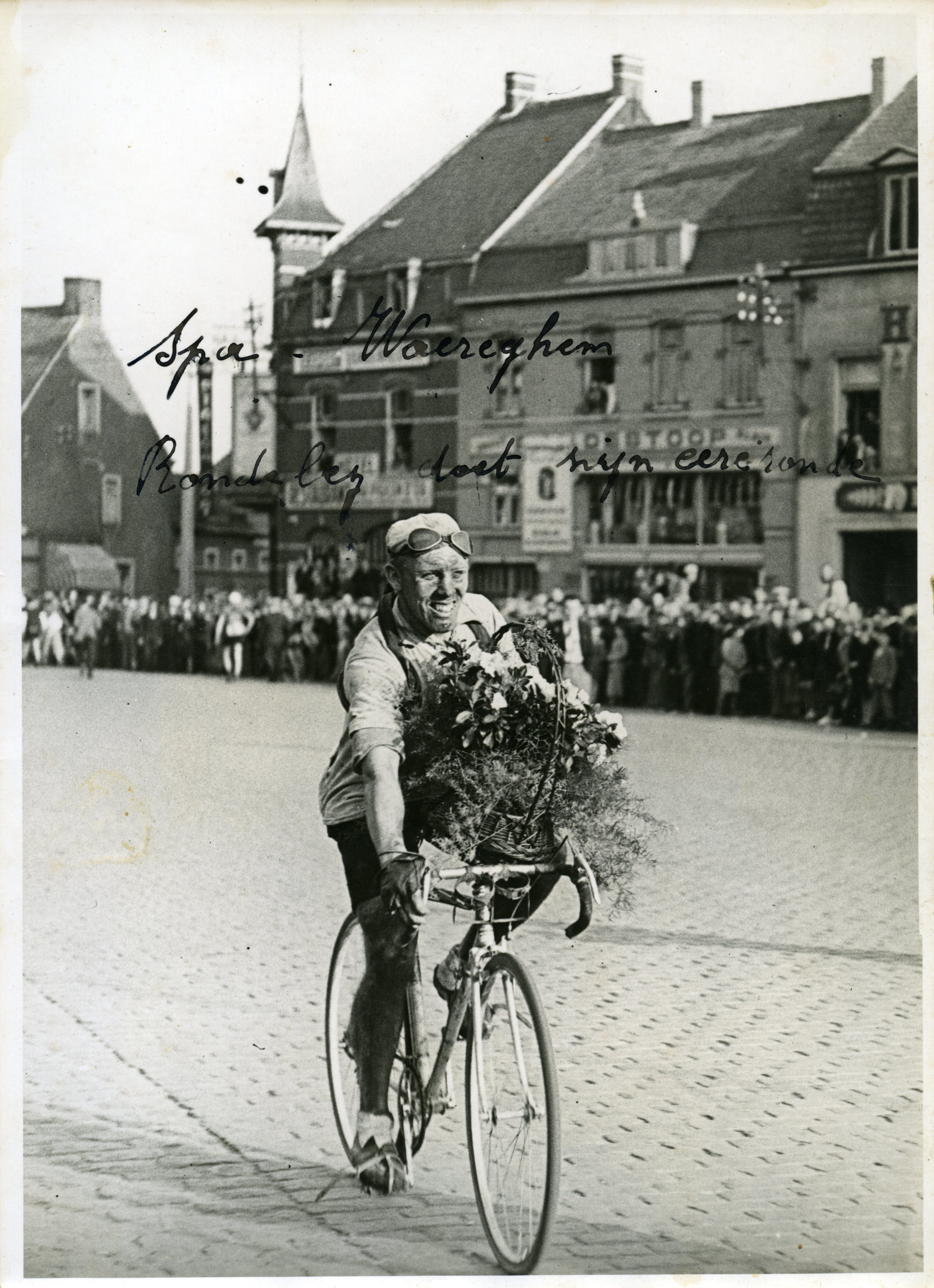
Florent Rondelé

Florent Rondelé (* 13. Januar 1922 in Maarke-Kerkem (Provinz Ostflandern); † 13. Dezember 2000 in Ypern) war ein belgischer Radrennfahrer.

## Sportliche Laufbahn
1947 wurde Rondelé Unabhängiger, kurz danach Berufsfahrer im Radsportteam Alcyon-Dunlop und fuhr bis 1959 als Profi. 1947 siegte er in der Amateurausgabe der Flandern-Rundfahrt. In den Rennen der Klasse der Unabhängigen gewann er eine Etappe der Belgien-Rundfahrt und das Eintagesrennen Brüssel–Knokke. Im Rennen Dwars door Vlaanderen 1948 entschied er eine Etappe für sich. 1953 gewann er die Belgien-Rundfahrt vor Briek Schotte und das Rennen Vijfbergenomloop. 1954 wurde er Zweiter der Tour du Nord hinter André Rosseel. Etappensiege verbuchte er in den Rennen Dwars door Vlaanderen 1954, Quatre Jours de Dunkerque 1956 und in der Tour du Nord 1958.
In der Tour de France 1948 schied er aus.